# John Edmond Mansion
John Edmond Mansion (* 18. Oktober 1870 in Dreux, Département Eure-et-Loir; † 9. Juni 1942) war ein britischer Romanist, Anglist und Lexikograf französischer Herkunft.

## Leben
Jean Edmond Mansion hatte einen französischen Vater und eine englische Mutter. Er wuchs in Frankreich auf, ging 1879 für einige Jahre nach Edinburgh und machte 1889 in Dreux Abitur. Er erwarb in England die Befähigung zum Lehrerberuf und war ab 1890 Lehrer in Southport. 1901 heiratete er eine Engländerin und erwarb die britische Staatsangehörigkeit. Er unterrichtete in Belfast (1901–1909) und Edinburgh (1909–1914).
1914 ging er zu dem 1901 von George Godfrey Harrap gegründeten Verlag und brachte es dort bis zum Verlagsleiter. Nach der Publikation einer Grammatik des Französischen widmete er den Rest seines Lebens der Erarbeitung eines großen französisch-englischen, englisch-französischen Wörterbuchs (Harrap’s Standard), das 1939 abgeschlossen werden konnte und in der 1944 verkürzten Form (Harrap’s Shorter) heute noch verkauft wird (9. Auflage 2010).

## Werke
- A grammar of present-day French, London 1919 (zahlreiche Auflagen, auch u. d. T. A School grammar of present-day French)
- Harrap's Standard French and English dictionary. French-English English-French, 2 Bde., London 1934–1939 (912, 1488 Seiten, Neuauflage u. d. T. Harrap’s New Standard French and English Dictionary durch René Pierre Louis Ledésert und Dorothy Margaret Ledésert, Paris 1972–1980)
- Harrap's shorter French and English dictionary, 2 Bde., London 1940–1944 (688, 940 Seiten, Neuauflage u. d. T. Harrap’s New Shorter French and English Dictionary, London 1982; 8. Auflage, 2007)